# Comté de Darlington
Le comté de Darlington est l’un des 46 comtés de l’État de Caroline du Sud, aux États-Unis. Il a été fondé en 1785. Son siège est la ville de Darlington. Selon le recensement de 2010, la population du comté est de 67 234 habitants. 

## Géographie
Le comté a une superficie de 1 468 km², dont 1 453 km² de terre ferme. 

## Démographie
| 1800  | 1810  | 1820   | 1830   | 1840   | 1850   |
| ----- | ----- | ------ | ------ | ------ | ------ |
| 7 631 | 9 047 | 10 949 | 13 728 | 14 822 | 16 830 |

| 1860   | 1870   | 1880   | 1890   | 1900   | 1910   |
| ------ | ------ | ------ | ------ | ------ | ------ |
| 20 361 | 26 243 | 34 485 | 29 134 | 32 388 | 36 027 |

| 1920   | 1930   | 1940   | 1950   | 1960   | 1970   |
| ------ | ------ | ------ | ------ | ------ | ------ |
| 39 126 | 41 427 | 45 198 | 50 016 | 52 928 | 53 442 |

| 1980   | 1990   | 2000   | 2010   | - | - |
| ------ | ------ | ------ | ------ | - | - |
| 62 717 | 61 851 | 67 394 | 68 681 | - | - |